# Schloss Peuerbach

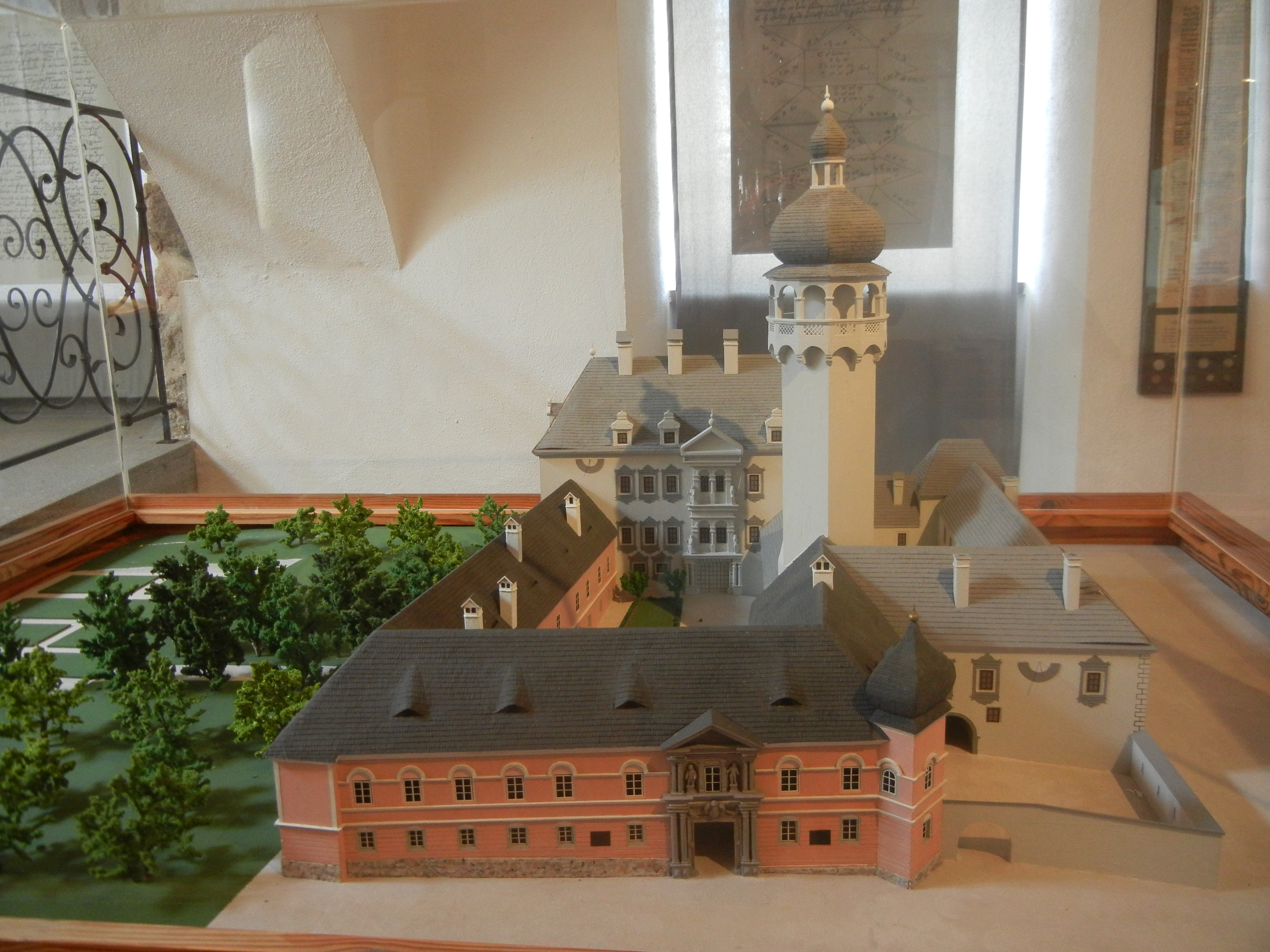
Modell des Schlosses

Das Schloss Peuerbach liegt an der Hauptstraße (im Zentrum) der gleichnamigen oberösterreichischen Stadt Peuerbach. Es ist nur mehr der Rest des einstigen prächtigen Renaissanceschlosses. Dennoch ist es sehenswert. Die Anlage besteht aus drei zweigeschoßigen Flügeln, die hufeisenförmig einen Hof umschließen. Die Fassaden wurden um 1830 umgestaltet.

## Geschichte

### 1366–1559
Das erste Schloss wurde 1366 unter Graf Ulrich II. von Schaunberg erbaut. 1383 übergab Heinrich Graf von Schaunberg, Peuerbach seinem minderjährigen Sohn Ulrich. Dessen Schwiegervater, Johann Graf von Abensperg, führte die Pflegschaft.

### 1559–1684

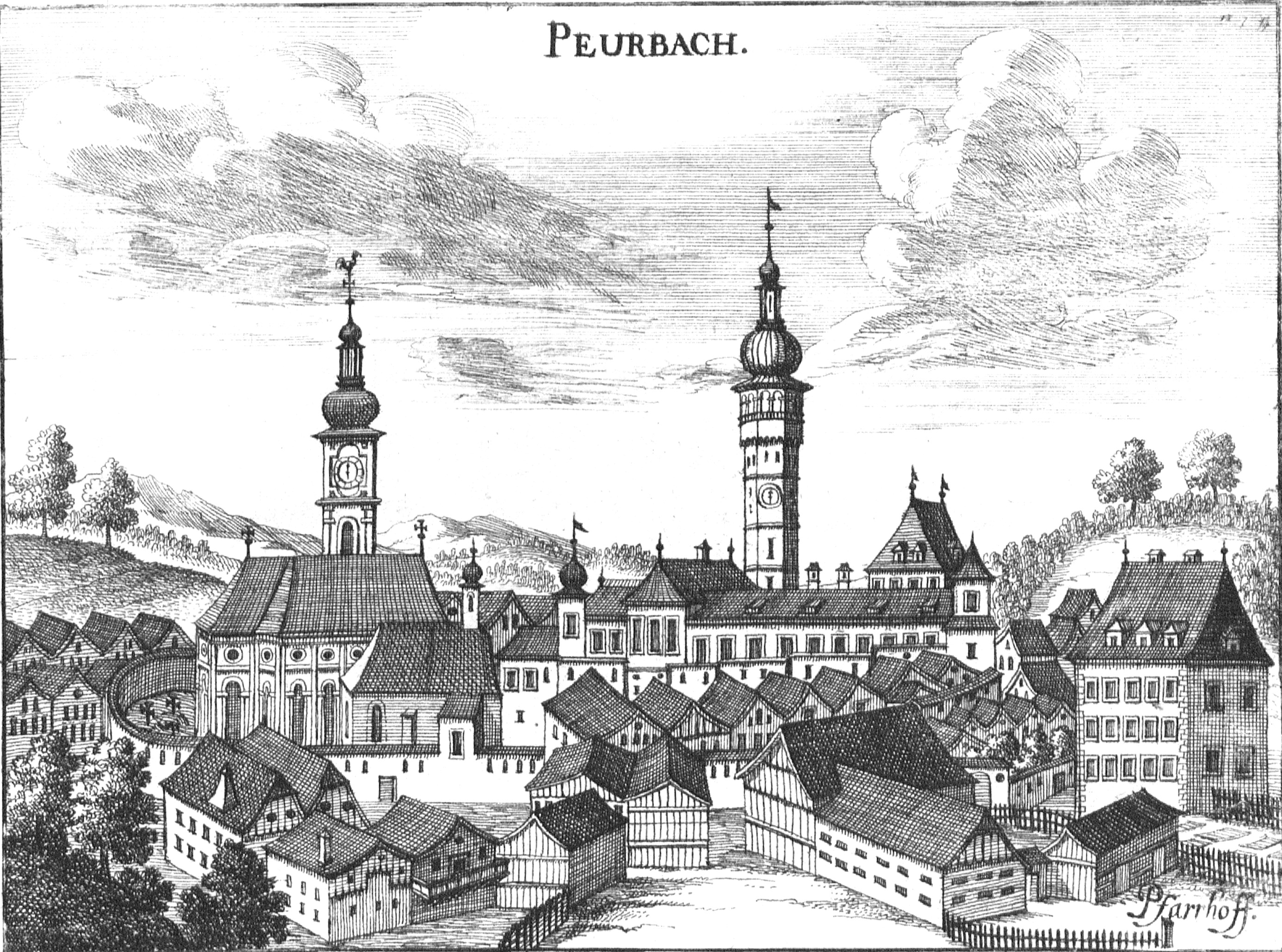
Peuerbach nach einem Stich von Georg Matthäus Vischer von 1674

1559 starb das Geschlecht der Schaunberger aus und das Schloss ging durch Erbschaft an die Kinder der Anna von Starhemberg, Schwester von Wolfgang von Schaunberg. Am 7. September 1571 brannte das Schloss mit seiner wertvollen Bibliothek, dem Archiv und der Rüstkammer sowie der Markt Peuerbach zur Gänze ab. Der damalige Besitzer, Gundacker XI. von Starhemberg, ließ das Schloss wieder aufbauen. 1593 verkaufte sein Sohn, Georg Achaz, das Schloss dem Achaz von Hohenfeld. Am 1. März 1626 übernahm Freiherr Wolf Siegmund von Herberstein die Herrschaft. Am 20. Mai 1626, während des Oberösterreichischen Bauernkrieges, wurde der Markt von den Bauern gestürmt und eingenommen. Das Schloss brannte aus. Nach der Restaurierung, verkaufte der Freiherr Wolf Siegmund von Herberstein das Schloss dem Grafen Johann von Verdenberg im Jahr 1635. 1669 kaufte Johann Georg von Kauthen das Schloss und tauschte es an Georg Ludwig Graf von Sinzendorf gegen das Schloss Freiling.

### 1684–1881

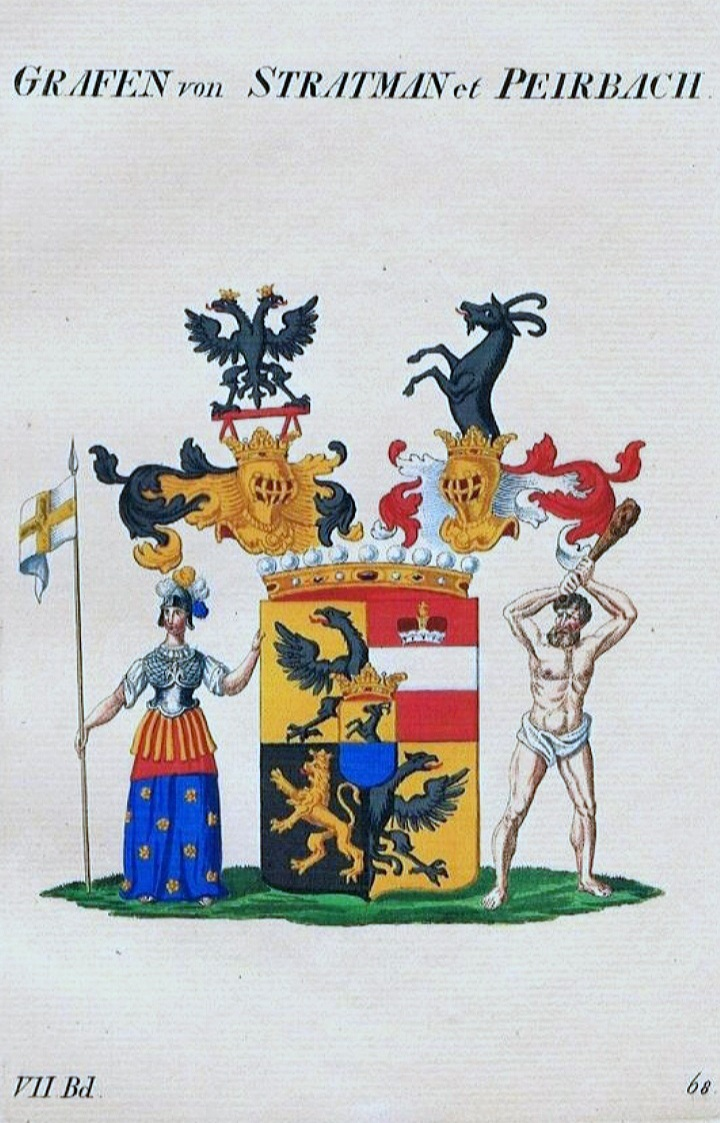
Wappen der Grafen von Stratman et Peirbach [= Peuerbach] mit Schildhaltern

Die Herrschaft Peuerbach wurde 1684 vom Kaiser an seinen Hofkanzler Dietrich Heinrich von Stratmann (= Theodor Heinrich von Stratmann) verkauft, welcher 1688 auch noch die Herrschaften Haiding und Schmiding erwirbt. Sein Sohn, Graf Gerhard Wilhelm von Stratmann, vereinigt die Herrschaften Peuerbach, Waasen, Schmiding, Haiding und Spättenbrunn zum unteilbaren Familienbesitz (Fideikommiss) in Form eines Majorates. 1726 geht das Majorat an seine Tochter Franziska Theresia über, die den Grafen Karl von Batthyány ehelicht. Am 18. April 1760, nach dem Tod des letzten Stratmann, trat der ungarische Hofkanzler und Palatin Graf Ludwig Ernst von Battyány die Herrschaft an. Ihm folgte sein Sohn Fürst Adam Wenzel (1722–1787), dann sein Enkel Fürst Ludwig (1753–1807) und sein Urenkel Fürst Philipp (geb. 1781) nach. 1777 wurde der ca. 40 m hohe Schlossturm wegen – allerdings nur geringen – baulichen Schäden auf Anweisung des Pflegers abgerissen. 1825 löst Fürst Philipp Batthyany-Strattmann das Fideikommiss auf und teilt den Besitz. Peuerbach geht an den Ehemann seiner Nichte Juliana, Fürst Wilhelm Albrecht von Montenuovo. 1831 werden die westlichen Teile des Schlosses wegen Einsturzgefahr abgerissen. Das Schloss erhielt seine noch heute erhaltene Form. Der geplante Neubau kommt nicht zustande. Fürst Philipp Battyany starb am 22. Juli 1872.
1881 wurde die Herrschaft zerstückelt und das Schloss an den Bierbrauer Leopold Schatzl aus Raab verkauft. Dieser hatte aber nur Interesse an der Schlossbrauerei, die er aus Konkurrenzgründen umgehend stilllegen ließ. Ein Jahr später verkaufte er das Schloss an die damalige Marktgemeinde.

### 1882–heute

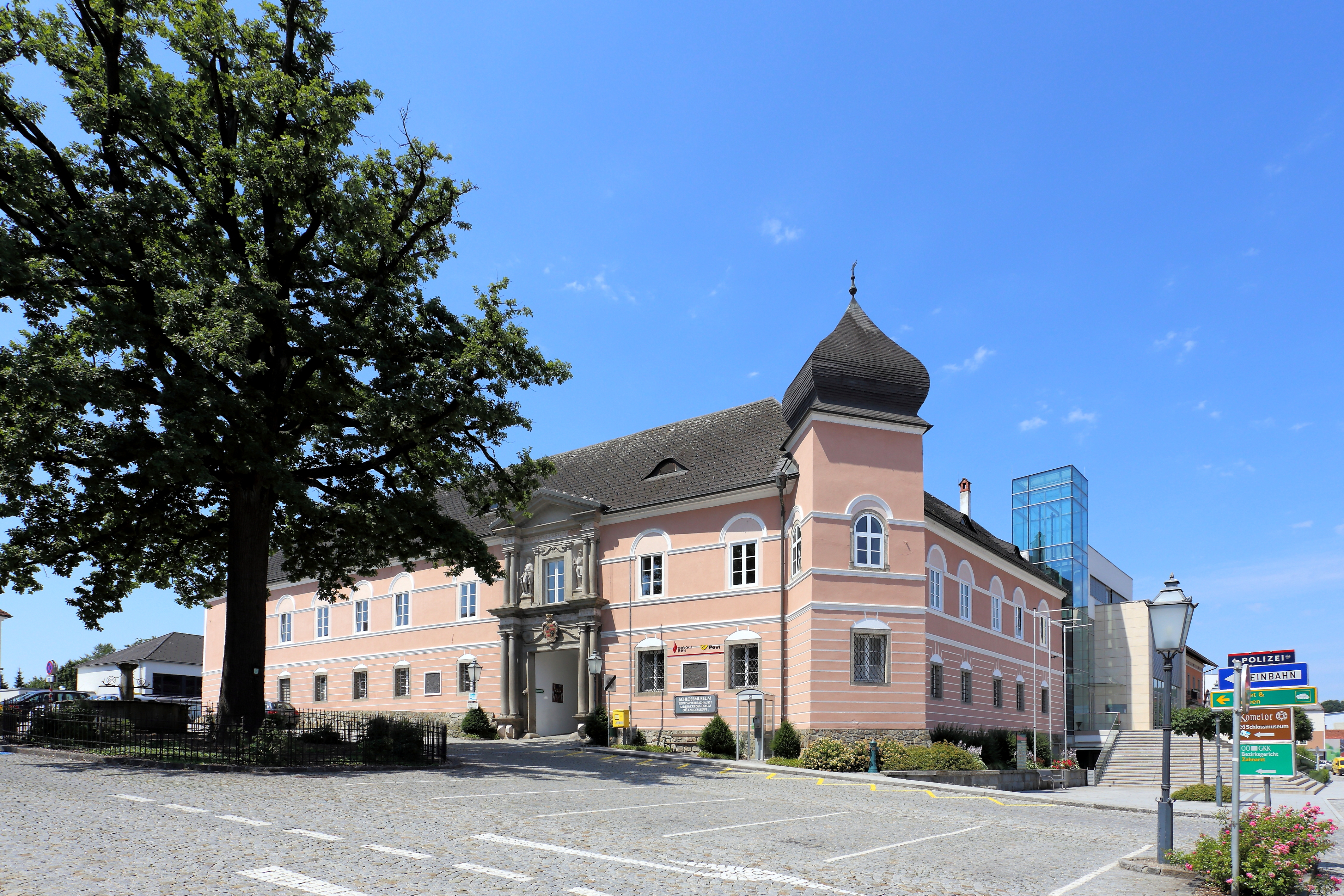
Ostansicht

Am 13. April 1882 erwarb die Marktgemeinde Peuerbach das Schloss und errichtete darin das Bezirksgericht, das Postamt und das Steueramt. Von 1923 bis 1966 diente das Schloss auch als Bürger- bzw. Hauptschule. In den 1970er Jahren formierte sich eine politische Gruppierung in Peuerbach, welche mit der Hauptforderung „Das Schloss muss weg“ in die Gemeinderatswahl ging. Es sollten neue Parkplätze im Zentrum geschaffen werden und außerdem wollte man das Geld für die Erhaltung sparen. Die Forderung war durchaus nachvollziehbar, da sich das Schloss zum damaligen Zeitpunkt in einem sehr schlechten Zustand befand. Das Dach war kaputt, die Mauern waren unansehnlich, und der Glanz der alten Zeiten schien gänzlich verblasst. Warum das Schloss dennoch nicht dem Untergang geweiht war, ist vor allem den damaligen Stadtchefs zu verdanken, welche in Erinnerung an die guten – und schlechten – alten Zeiten die Idee eines schlosseigenen Bauernkriegsmuseum hatten. Da vor den Toren der Stadt die erste Schlacht des Bauernkrieges geschlagen wurde, bot sich das Schloss in Peuerbach als passende Stätte für ein derartiges Museum an.

## Das Schlossgebäude

### Baubeschreibung

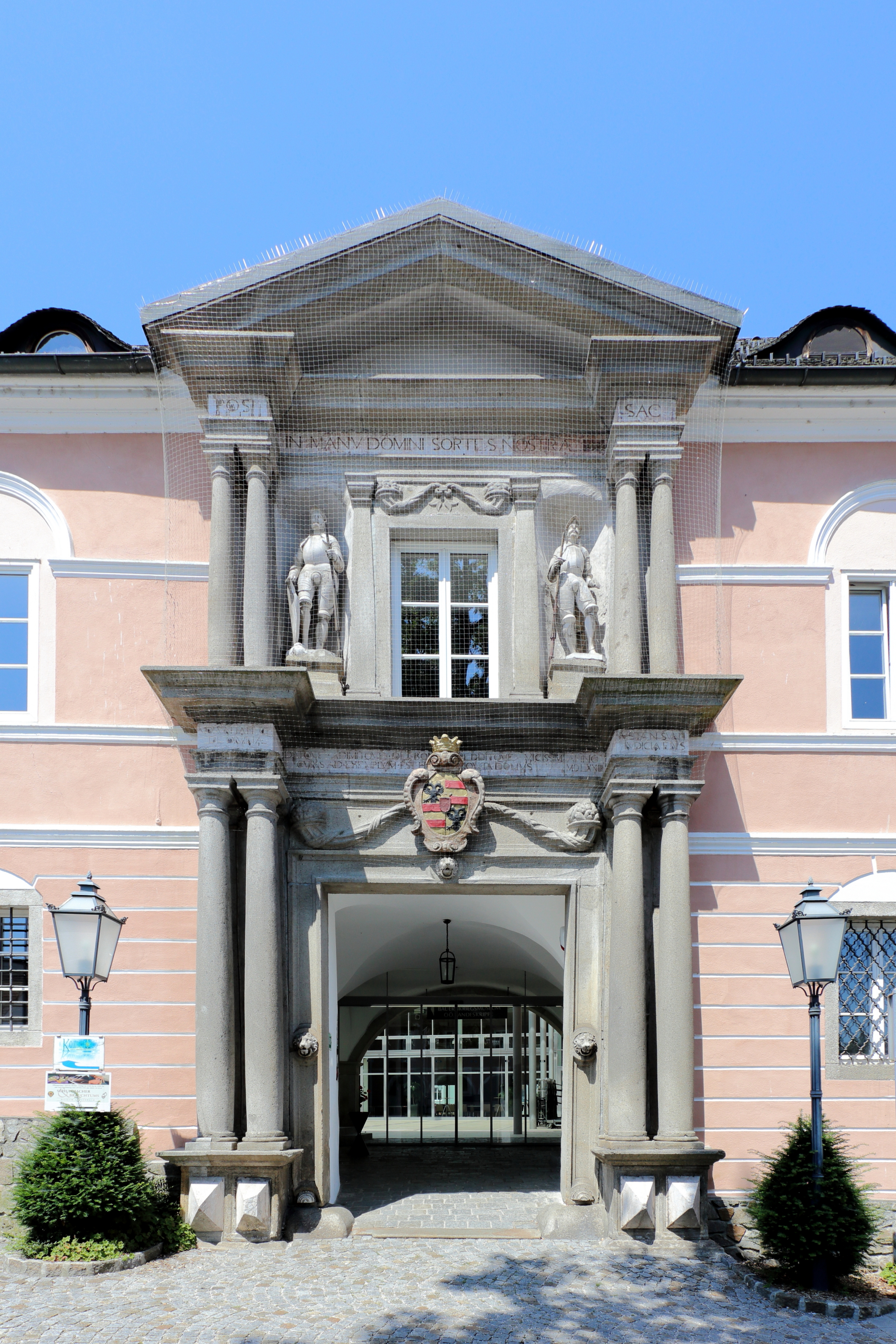
Das zweigeschoßige Renaissanceportal

Das Peuerbach Schloss war, das steht eindeutig fest, ursprünglich eine Wasserburg, die auf einem natürlichen Hügel errichtet wurde und deren Wassergraben ausgeschachtet war. Vier aus den Ecken der Ringmauer vorspringende quadratische Türme flankierten das – einen Innenhof umschließende – Mauergeviert. Die notwendigen Wohn- und Wirtschaftsgebäude waren rückwärts an die Mauer angebaut worden. Dies lässt sich anhand der Turmfragment – zwei an den Ecken der Eingangsfront und das dritte im linken Flügel – nachweisen; der vierte Turm fehlt, wie auch der rechte Seitenflügel kürzer als der linke ist. Außerdem fehlt die rückwärtige Abschlussmauer. Der dem Schloss so charakteristische hohe Turm, wie er auf alten Abbildungen zu sehen ist, wurde abgetragen. Sein Standort befand sich an jener Stelle, wo die fehlende rückwärtige Quermauer in den linken Flügel eingebunden war.
Karge Architekturdetails und Scherben von Kachelöfen, die anlässlich der von 1976 bis 1981 durchgeführten Restaurierung zutage kamen, künden von einstiger Pracht.
Heute ist nur noch ein Torso der einstigen Anlage erhalten, d. h. drei hufeisenförmig zueinander gelegene zweigeschoßige Flügel/Trakte mit Giebeldächern und an der östlichen Ecke der Rest eines kleinen übereck gestellten rechteckigen Turmes mit Zwiebeldach. Der fehlende 4. Flügel wurde im Jahr 2009 durch einen modernen Bau neu errichtet. In diesem Neubau befindet sich das Kulturzentrum Melodium und die Musikschule Peuerbach. Die nun wieder geschlossene Vierflügelanlage, in rot/rosa Farbe, umschließt einen Innenhof, welcher seit dem Jahr 2009 überdacht ist und als Erweiterungsmöglichkeit des Kulturzentrums genutzt wird. Zugang zum Schloss gewährt im Osten ein schönes Eingangstor im Renaissancestil.
Ein bemerkenswertes zweigeschoßiges Eingangsportal (Renaissanceportal) aus dem Jahr 1574 mit zwei lebensgroßen, vollplastischen Ritterfiguren und einer Wappenkartusche (Verdenberg) aus dem 17. Jh. Über dem Portal der Wahlspruch „Gott verleihs nach Gnade“, sowie einer Bauinschrift in lateinischer Sprache. Den Durchgang schmücken Wappensteine der Schaunberger und Starhemberger vom Ende des 15. Jahrhunderts.
Im Schlosshof befindet sich das Denkmal für den großen Sohn der Gemeinde, den bedeutenden Astronomen, Mathematiker, und Humanisten Georg von Peuerbach, geboren am 30. Mai 1429, gestorben am 8. April 1461.

## Heutige Nutzung

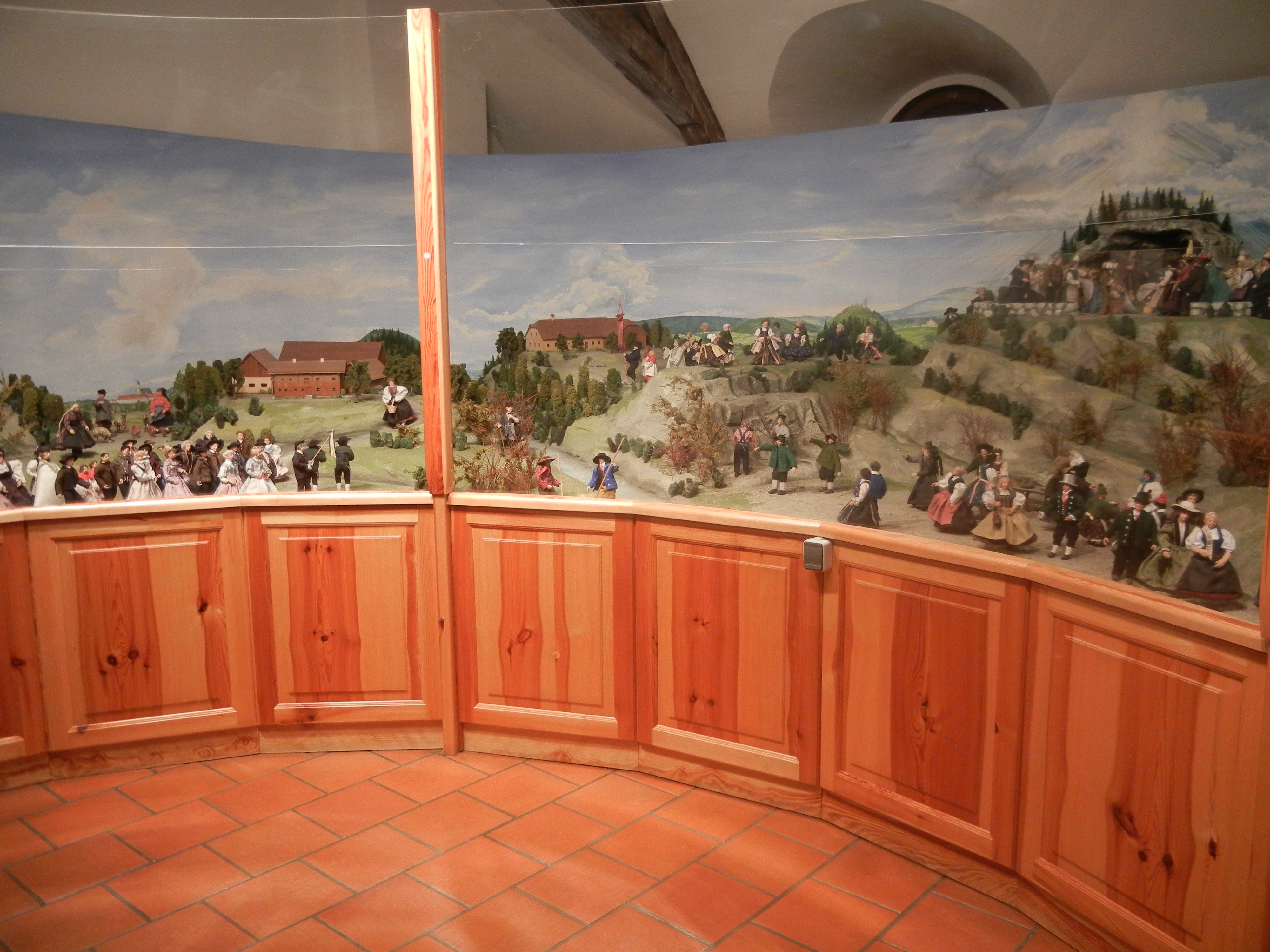
OÖ Landeskrippe (Ausschnitt) im Schloss Peuerbach

Im Schloss befindet sich das Bezirksgericht Peuerbach sowie eine Filiale der Post AG. Daneben beherbergt es das Bauernkriegsmuseum, die Oberösterreichische Landeskrippe und die Georg-von-Peuerbach-Ausstellung. Weiters wird es als Kultur- und Veranstaltungszentrum genutzt.

### Oberösterreichische Landeskrippe
Die Landeskrippe im Schloss Peuerbach ist ein Denkmal der Volkskultur des Bundeslandes Oberösterreich.
Diese in ihrer Art einmalige Heimatkrippe zeigt in der Darstellung der vier Landesviertel einige der Grundtypen bäuerlicher Hofformen: den Vierkanter, Vierseithof, Mühlviertler Hakenhof und das Mondseer Rauchhaus. Dazwischen veranschaulichen mehr als 200 Figuren die jeweilige Tracht der einzelnen Landesteile sowie brauchtümliche Feste aus dem Arbeitsalltag: eine Innviertler Bauernhochzeit, Fronleichnamsprozession, einen Georgiritt, den Ebenseer Glöcklerlauf, den Gmundner Liebstattsonntag, einen Almabtrieb und viele weitere kleine Arbeitsgruppen.
Die 15 Meter lange und teilweise bis 1,42 Meter hohe Hinterwand der Landeskrippe zeigt eine stellvertretende Auswahl oberösterreichischer Kulturstätten.

### Bauernkriegsmuseum

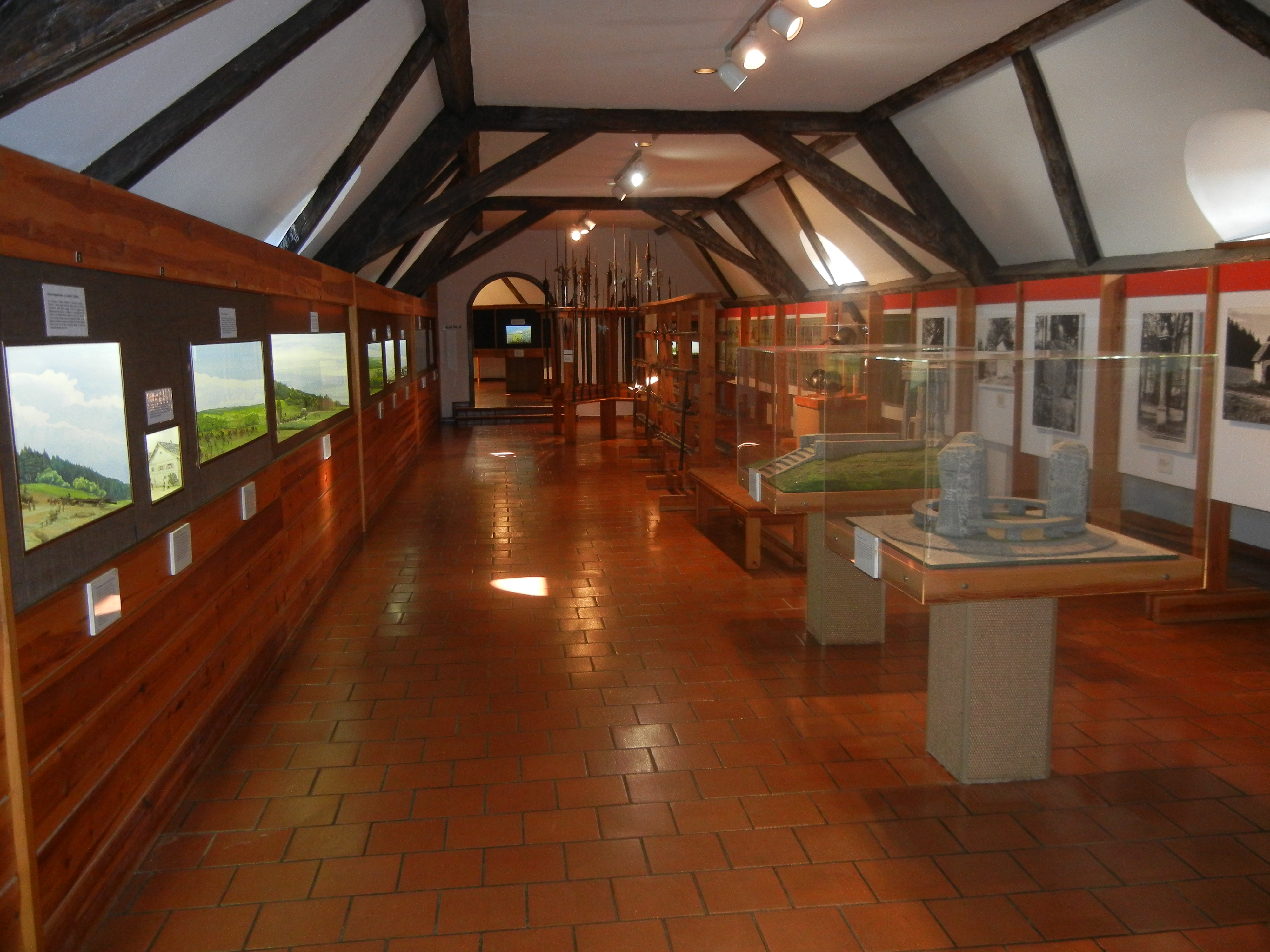
Bauernkriegsmuseum Peuerbach (1. Raum)

Das Bauernkriegsmuseum zeigt Ursachen, Verlauf und Folgen des Bauernkrieges um 1626. Das Schloss Peuerbach war hierbei mehrmals Schauplatz tragischer Ereignisse und ist daher prädestiniert, die Darstellung der politischen, konfessionellen, wirtschaftlichen und sozialen Ursachen der Bauernerhebungen in Oberösterreich zu zeigen. Dies geschieht anhand von wunderschön gearbeiteten Zinnfigurendioramen – welche die einzelnen Schlachten und Ereignisse sehr anschaulich darstellen – sowie Bildern, Graphiken und Fotodokumentationen, von historischen Waffen und Kriegsgeräten. Das größte Zinnfigurendiorama (die Schlacht bei Kornödt) weist 4000 Figuren auf einer Fläche von 4 × 2,5 m auf.
Die Dauerausstellung beinhaltet auch ein beachtliches Arsenal an Waffen aus der Zeit um 1600, sowohl herkömmliche Hieb-, Stich- und Feuerwaffen als auch Bauernwaffen, die oft aus verschiedenen umgeformten landwirtschaftlichen Geräten angefertigt waren. Außerdem gibt es eine Reihe von Kunstwerken zum Thema Bauernkrieg. Ein Schellenstock, mit dem die evangelischen Bauern zum Sturm aufgerufen haben sollen, weist auch auf die religiöse Komponente der Erhebungen hin, die durch ein im Hausruckviertel erworbenes evangelisches Erbauungsbuch des 16. Jahrhunderts mit Holzschnitten von Lucas Cranach noch unterstrichen wird.
Den kulturgeschichtlichen Hintergrund für dieses dramatische Geschehen bildet ein Querschnitt durch die bäuerliche und bürgerliche Sachkultur des 17. Jahrhunderts. Eine „Schwarze Küche“, Trachtenfigurinen, das Modell eines Peuerbacher Gehöftes um 1600 und verschiedener Hausrat geben einen Einblick in das bäuerliche Leben der Zeit.
Beschreibung zur Abbildung des Zinnfigurendioramas im Peuerbacher Bauernkriegsmuseum (Der Sturm auf Peuerbach):
Am 20. Mai 1626 belagerten die aufständischen Bauern Peuerbach, als Sitz einer Grundherrschaft. Die bayerische Besatzung verhielt sich zunächst ruhig und begnügte sich mit dem Schließen der Tore. Nachdem im inneren Markt Feuer ausbrach, mussten sich die Soldaten ins Schloss zurückziehen. Die Bauern konnten es erobern, steckten es in Brand und besiegten tags darauf, den mit tausenden Soldaten aus Linz heranrückenden Graf Herberstorff, auf der Ledererwiese.

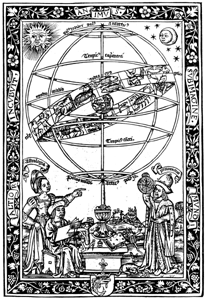
Georg von Peuerbach: Theoricarum novarum planetarum testus, Paris 1515

### Georg-von-Peuerbach-Ausstellung
Die Ausstellung gibt einen kurzen instruktiven Überblick über die Geschichte der Sternenkunde bis zur Zeit Georgs von Peuerbach. Sie zeigt die damalige enge Beziehung der Astronomie zur Astrologie und Alchemie auf. Georg von Peuerbach erfand die Klappsonnenuhr mit integriertem Kompass. Nachfolgemodelle dieses kunstvollen Taschenchronometers entwickelten sich zur beliebtesten Taschenuhr und wurden noch bis zum Ende des 18. Jh. gebaut und benützt. Originale und Nachbauten dieser raffinierten Zeitmesser sind neben kostbaren astronomischen Instrumenten, welche auf Grund der Vorarbeiten Georgs von Peuerbach entwickelt wurden, in der Ausstellung zu bewundern. Kostbare Handschriften und Reproduktionen von Werken Georgs von Peuerbach, seiner Vorgänger, Schüler und Zeitgenossen vermitteln einen in dieser Form erstmaligen Überblick über das Lebenswerk dieses großen Astronomen, Mathematikers, Humanisten und Dichters. Auch Computerfreaks kommen in dieser abwechslungsreich gestalteten Ausstellung auf ihre Rechnung. An Computerstationen sind in einer Fotoreise durchs Weltall prächtige Kometenaufnahmen zu bewundern. Ein Mikro-Planetarium ermöglicht eine genaue Simulation aller Himmelsansichten und die Darstellung der Konstellationen von Sonne, Mond, Merkur bis Pluto und von Finsternissen. In einer Zeitrafferanimation können die Sonnen- und Planetenbewegung gegen einen festen Sternenhimmel veranschaulicht werden.

### Kulturzentrum Melodium

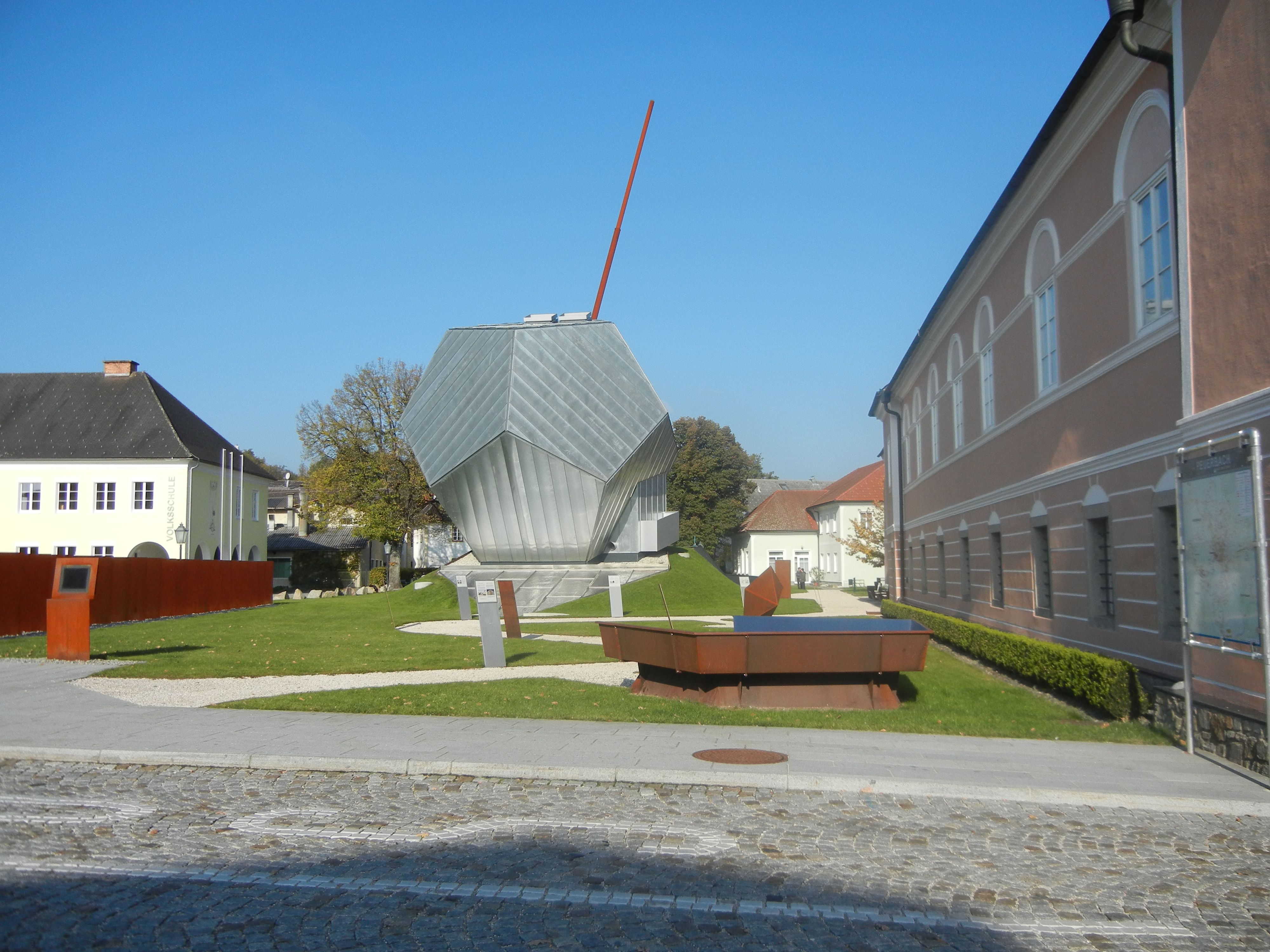
Kometor im Schlosspark (Peuerbach)

Das moderne Kulturzentrum, welches auch die Musikschule Peuerbach beherbergt, wurde im November 2009 eröffnet. Im Zuge des Neubaues wurde auch der Schlosshof überdacht. Der Kultursaal des Melodiums kann um den Schlosshof erweitert werden. Somit entsteht ein Fassungsvermögen von bis zu 500 Sitzplätzen. Im ursprünglichen Schloss befinden sich der Schlosssaal und die Vinothek (kleiner Veranstaltungsraum mit Gewölbedecke), die für Veranstaltungen genutzt werden können. Im Kulturzentrum Melodium finden zahlreiche öffentliche und private Veranstaltung statt.

### Kometor und Schlosspark
Der Kometor ist ein begehbares Himmelskörper-Projekt des Künstlerehepaares Billa und Manfred Hebenstreit. Der Name setzt sich zusammen aus den Worten Komet und Tor. Der Kometor ist ein Fünfeck-Körper, auch Dodekaeder genannt. In der Antike galt diese Form als Verkörperung des Weltalls. Der Kometor wurde am 30. April 2010 im Rahmen der oberösterreichischen Landesausstellung 2010 Renaissance und Reformation im Schlosspark eröffnet. Er beinhaltet die zwei Erlebnis-Ebenen Wasserwelt und Sternendom.
Nicht nur der Kometor selbst, auch der Schlosspark wurde vom Künstlerpaar Hebenstreit gestaltet. Geschwungene Wege führen die Besucher zum Eingang, vorbei an einem fünfeckigen Spiegelobjekt und dem Brunnen auf der schiefen Ebene, bis hin zur hoch aufragenden „Kompassnadel“. Mit ihren 36 Metern Höhe, ist sie nun das weithin sichtbare Wahrzeichen von Peuerbach.